# Todoroki Arena
Todoroki Arena (jap. とどろきアリーナ Todoroki Arīna) – wielofunkcyjna hala sportowa położona w Kawasaki, w prefekturze Kanagawa, w Japonii.
Główna arena ma 2872 m² (wymiary 53,6 na 53,6 m) i może pomieścić 6500 osób. Arena boczna ma 1525 m² (wymiary 29 na 47 m) i może pomieścić 340 osób.